# Уэббер, Уэйд
Уэ́йд Уэ́ббер (англ. Wade Webber; 12 января 1967, Рентон, Вашингтон, США) — американский футболист, выступавший на позиции защитника, и футбольный тренер.

## Карьера игрока
В 1985—1988 годах Уэббер обучался в Портлендском университете и играл за университетскую футбольную команду «Портленд Пайлотс» в Национальной ассоциации студенческого спорта.
В 1986 и 1987 годах также выступал за клуб «Портленд» в Западном футбольном альянсе.
В 1989 году вернулся в «Портленд Тимберс», бывший «Портленд», из Западной футбольной лиги, бывшего Западного футбольного альянса.
В 1990 году выступал за клуб Американской профессиональной футбольной лиги «Сиэтл Сторм».
В 1991—1994 годах, получив степень магистра педагогики в Сиэтлском университете, Уэббер преподавал историю в старшей школе.
В 1994 году возобновил футбольную карьеру в новообразованном клубе APSL «Сиэтл Саундерс». В составе «Саундерс» завоевал два чемпионских титула Эй-лиги — в сезонах 1995 и 1996. В октябре 1995 года в полуфинале плей-офф против «Ванкувер Эйти Сиксерс» повредил переднюю крестообразную связку колена. По итогам сезона 1996 был включён в символическую сборную Эй-лиги.
2 февраля 1997 года на дополнительном драфте MLS Уэббер был выбран в первом раунде под общим вторым номером клубом «Даллас Бёрн». В MLS дебютировал 18 апреля 1997 года в матче против «Канзас-Сити Уизардс». Был оштрафован на 500 долларов за опасный подкат под игрока «Нью-Инглэнд Революшн» Имада Бабу в матче 22 июня 1997 года. 13 июля 1997 года в матче против «Коламбус Крю» забил свой первый гол в MLS. 29 октября 1997 года сыграл в финале Открытого кубка США, в котором «Даллас Бёрн» одолел «Ди Си Юнайтед» в серии послематчевых пенальти.
Также в 1997 году находился в аренде в клубе Эй-лиги «Нью-Орлиенз Ривербоут Гамблерз», где провёл на поле 157 минут в двух матчах и забил один гол.
6 ноября 1997 года на драфте расширения MLS Уэббер был выбран клубом «Майами Фьюжн». 15 марта 1998 года сыграл в матче открытия сезона, в котором дебютант MLS «Майами Фьюжн» уступил «Ди Си Юнайтед». 15 мая 1999 года в матче против «Метростарз» порвал переднюю и заднюю крестообразные связки колена, из-за чего был вынужден досрочно завершить сезон. 25 июня 1999 года Уэйд Уэббер объявил о завершении футбольной карьеры и возвращении к преподаванию истории в старшей школе.

## Карьера тренера
В течение 13 лет работал детским тренером в Большом Сиэтле.
С 2012 года комментировал матчи «Сиэтл Саундерс» на местной радиостанции.
11 января 2016 года начал тренировать в академии «Сиэтл Саундерс», возглавив команду до 15 лет.
В январе 2018 года Уэббер вошёл в тренерский штаб «Сиэтл Саундерс 2», фарм-клуба «Сиэтл Саундерс» в USL, в качестве ассистента главного тренера Джона Хатчинсона. Ассистировал и следующему тренеру фарм-клуба, переименованного в январе 2019 года в «Такома Дифайенс», Крису Литтлу. 26 февраля 2021 года Уэббер сменил Литтла на посту главного тренера.

## Достижения
Командные
 «Сиэтл Саундерс»
- Чемпион Эй-лиги[англ.]: 1995, 1996

 «Даллас Бёрн»
- Обладатель Открытого кубка США: 1997

Индивидуальные
- Член символической сборной Эй-лиги[англ.]: 1996